# Kovács Lajos (színművész, 1860–1921)
Kovács Lajos (Nagybánya vagy Csömény, Szolnok-Doboka megye, 1860. – Budapest, 1921. szeptember 25.) színész, jegyző.

## Pályafutása
Kovács Ferenc és Bus Lujza fiaként született. 1889. május 12-én fellépett a Nemzeti Színházban, mint a szabadkai színház tagja, az Aranyemberben, Timár Mihály szerepében. 30 éves jubileumát 1910. február 3-án ülte meg, Székesfehérvárott, Szalkai Lajos társulatánál, a Lengyel zsidó c. darabban, Mathis szerepében, amely alkalomra Lauschmann Gyula vármegyei tisztifőorvos, a színügy lelkes barátja, allegóriát írt. Egyike volt a vidéki nagy színpadok legkiválóbb hős- és jellemszínészeinek. A Szent Rókus Kórházban hunyt el 61 éves korában, halálát veselob okozta.
Felesége Török Kornélia Vilma színésznő, Török Zsigmond és Hetényi Amália leánya, született 1870. augusztus 26-án Balassagyarmaton, Színpadra lépett 1894. március havában, Beke Gyula színigazgatónál. 1888 novemberében Szabadkán jegyezte el Kovács Lajos, 1889. január 12-én kötöttek házasságot a szabadkai Szent György-templomban. (Később ifj. Pusztai Béla felesége lett.)